# Serie A1 2010-2011 (hockey su pista)
La Serie A1 2010-2011 è stata l'88ª edizione (la 62ª a girone unico) del torneo di primo livello del campionato italiano di hockey su pista. La competizione ha avuto inizio il 16 ottobre 2010 e si è conclusa il 7 giugno 2011.
Lo scudetto è stato conquistato dal CGC Viareggio per la prima volta nella sua storia.

## Stagione

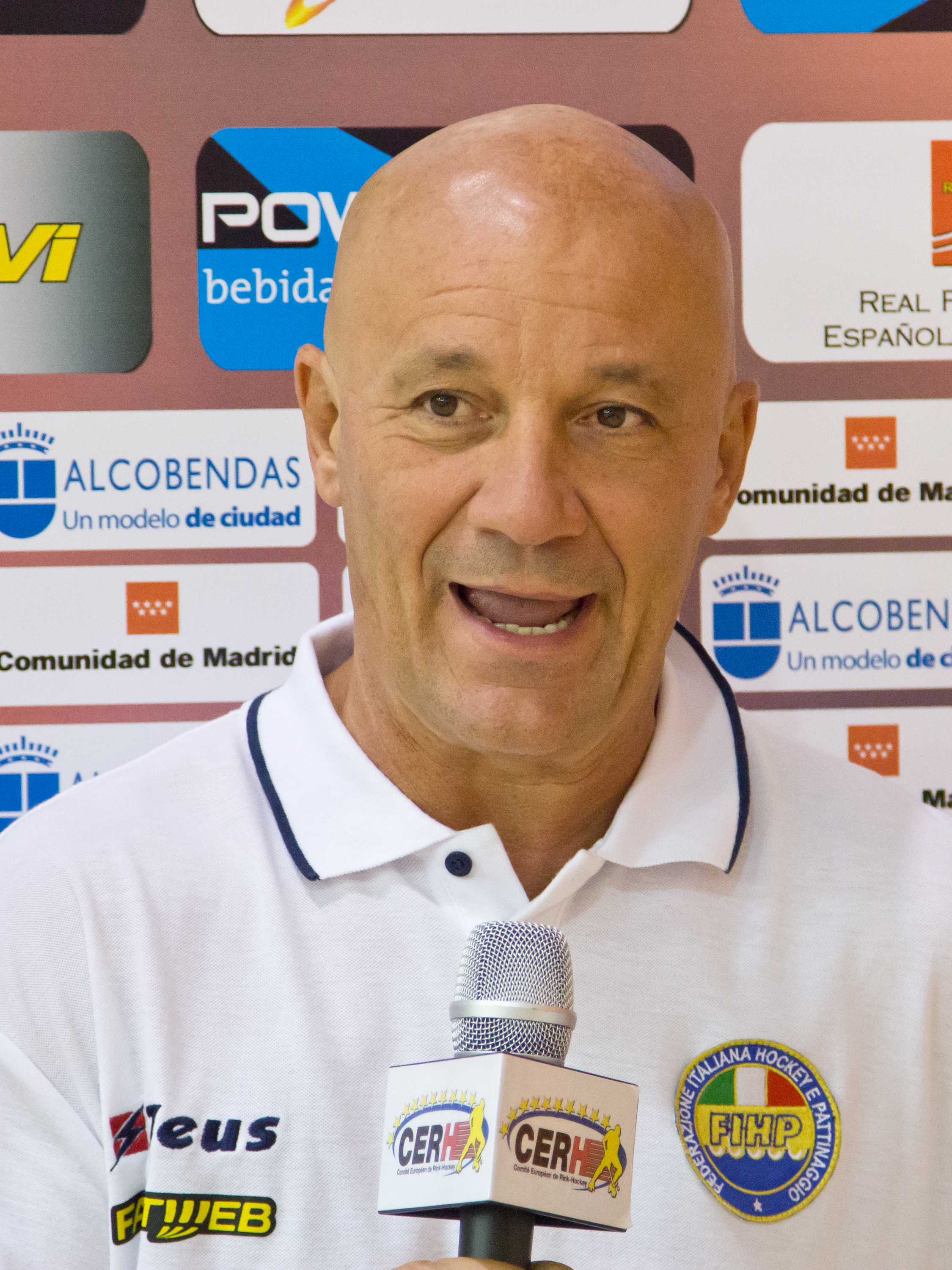
Massimo Mariotti, allenatore del CGC Viareggio campione d'Italia.

### Novità
Nel 2010-2011 la serie A1 vide ai nastri di partenza quattordici club. Al torneo parteciparono: AFP Giovinazzo, Amatori Lodi, Bassano 54, Breganze, CGC Viareggio, Follonica, Forte dei Marmi, Marzotto Valdagno, Molfetta, Roller Bassano, Sarzana, Seregno; al posto delle retrocesse Trissino e Correggio parteciparono le due neoprommosse Pordenone 2004, all'esordio nel massimo campionato e Prato 1954 che era retrocessa al termine della stagione 2007-2008.

### Formula
Per la stagione 2010-2011 il campionato si svolse tra 14 squadre che si affrontarono in un girone unico, con partite di andata e ritorno. Al termine della stagione regolare le squadre classificate dal 1º posto all'8º posto disputarono i play-off scudetto. Le squadre classificate dall'11º al 12º disputarono i play-out sfidando formazioni di A2 mentre le squadre classificate dal 13º e 14º posto retrocedettero direttamente in serie A2.

### Avvenimenti
La stagione regolare del torneo iniziò il 16 ottobre 2010 e terminò il 12 aprile 2011. Per tutto l'arco del torneo vi fu un duello tra i campioni d'Italia del Marzotto Valdagno e i toscani del CGC Viareggio con quest'ultimi che terminarono in testa la prima fase con due punti di vantaggio sui veneti. Centrarono la qualificazione ai play-off scudetto anche l'Amatori Lodi, il Bassano 54, il Breganze, il Molfetta, il Seregno e il Sarzana. Il Follonica, in crisi dopo gli anni d'oro degli immarcabili, e il Pordenone 2004 disputarono i play-out salvezza mentre retrocedettero direttamente in Serie A2 il neopromosso Prato 1954 e il Roller Bassano.

Nei play-out il Follonica ebbe la meglio sul Thiene mentre il Pordenone 2004 uscì sconfitto dagli incontri con il Trissino e retrocedette anch'esso in Serie A2.

Nel primo turno dei play-off scudetto l'unica sorpresa fu l'eliminazione del Bassano 54, 4º in classifica, operato dal Breganze che vinse la serie per 2 a 1; furono invece rispettati gli altri pronostici che videro il CGC Viareggio eliminare il Sarzana, il Marzotto Valdagno avere la meglio sul Seregno e l'Amatori Lodi eliminare il Molfetta.

Anche le semifinali videro rispettare i pronostici della vigilia con il CGC Viareggio che vinse la serie sul Breganze per 2 a 0; stesso punteggio fece il Marzotto Valdagno ai danni dell'Amatori Lodi.

La finalissima per il titolo vide ripresentarsi la sfida tra il CGC Viareggio e il Marzotto Valdagno, sfida che i toscani vinsero con un secco 3 a 0 laureandosi per la prima volta nella storia campioni d'Italia.

## Squadre partecipanti
| Club              | Stagione | Città                   | Impianto              | Stagione precedente                                                 |
| ----------------- | -------- | ----------------------- | --------------------- | ------------------------------------------------------------------- |
| AFP Giovinazzo    | dettagli | Giovinazzo (BA)         | PalaPansini           | 6º in Serie A1, eliminato ai quarti di finale dei play-off scudetto |
| Amatori Lodi      | dettagli | Lodi                    | PalaCastellotti       | 3º in Serie A1, eliminato in semifinale dei play-off scudetto       |
| Bassano 54        | dettagli | Bassano del Grappa (VI) | PalaSind              | 4º in Serie A1, eliminato ai quarti di finale dei play-off scudetto |
| Breganze          | dettagli | Breganze (VI)           | PalaFerrarin          | 5º in Serie A1, eliminato in semifinale dei play-off scudetto       |
| CGC Viareggio     | dettagli | Viareggio (LU)          | PalaBarsacchi         | 7º in Serie A1, eliminato ai quarti di finale dei play-off scudetto |
| Follonica         | dettagli | Follonica (GR)          | Pista Armeni          | 2º in Serie A1, finalista dei play-off scudetto                     |
| Forte dei Marmi   | dettagli | Forte dei Marmi (LU)    | PalaForte             | 12º in Serie A1, vince i play-out                                   |
| Marzotto Valdagno | dettagli | Valdagno (VI)           | PalaLido              | 1º in Serie A1, vince i play-off scudetto, campione d'Italia        |
| Molfetta          | dettagli | Molfetta (BA)           | PalaFiorentini        | 9º in Serie A1                                                      |
| Pordenone 2004    | dettagli | Pordenone               | PalaMarrone           | 1º in Serie A2, promosso                                            |
| Prato 1954        | dettagli | Prato                   | PalaConsiag           | 2º in Serie A2, promosso                                            |
| Roller Bassano    | dettagli | Bassano del Grappa (VI) | PalaSind              | 11º in Serie A1, vince i play-out                                   |
| Sarzana           | dettagli | Sarzana (SP)            | Pista Vecchio Mercato | 8º in Serie A1, eliminato ai quarti di finale dei play-off scudetto |
| Seregno           | dettagli | Seregno (MB)            | PalaPorada            | 9º in Serie A1                                                      |

### Allenatori e primatisti
| Squadra           | Allenatore        | Cannoniere (Miglior marcatore nella stagione regolare) |
| ----------------- | ----------------- | ------------------------------------------------------ |
| AFP Giovinazzo    | Oscar Vianna      | Dario Giménez (67 reti)                                |
| Amatori Lodi      | Aldo Belli        | Sergio Festa e Ariel Romero (37 reti)                  |
| Bassano 54        | Massimo Giudice   | Miguel Angel Nicolas (40 reti)                         |
| Breganze          | Franco Vanzo      | Manuel Garcia Landa (42 reti)                          |
| CGC Viareggio     | Massimo Mariotti  | Mirko Bertolucci (38 reti)                             |
| Follonica         | Franco Polverini  | Marco Pagnini (34 reti)                                |
| Forte dei Marmi   | Roberto Crudeli   | Alvaro Borja Gimenez (50 reti)                         |
| Marzotto Valdagno | Gaetano Marozin   | Massimo Tataranni (54 reti)                            |
| Molfetta          | Antonio Caricato  | Nicolas Nadales (55 reti)                              |
| Pordenone 2004    | Lucio Marrone     | Guillem Ribot Bruguera (27 reti)                       |
| Prato 1954        | Enrico Bernardini | Adrian Carlos Ramirez (17 reti)                        |
| Roller Bassano    | Mirko De Gerone   | Andrea Marangoni (12 reti)                             |
| Sarzana           | Mauro Cinquini    | Luca Sterpini (24 reti)                                |
| Seregno           | Tommaso Colamaria | Victor Bertran (26 reti)                               |

## Stagione regolare

### Classifica
|  | Pos. | Squadra           | Pt | G  | V  | N | P  | GF  | GS  | DR  |
|  | ---- | ----------------- | -- | -- | -- | - | -- | --- | --- | --- |
|  | 1.   | CGC Viareggio     | 66 | 26 | 22 | 0 | 4  | 157 | 77  | +80 |
|  | 2.   | Marzotto Valdagno | 64 | 26 | 21 | 1 | 4  | 168 | 91  | +77 |
|  | 3.   | Amatori Lodi      | 56 | 26 | 18 | 2 | 6  | 117 | 76  | +41 |
|  | 4.   | Bassano 54        | 53 | 26 | 17 | 2 | 7  | 136 | 81  | +55 |
|  | 5.   | Breganze          | 52 | 26 | 17 | 1 | 8  | 137 | 96  | +41 |
|  | 6.   | Molfetta          | 43 | 26 | 14 | 1 | 11 | 129 | 108 | +21 |
|  | 7.   | Seregno           | 37 | 26 | 11 | 4 | 11 | 90  | 96  | -6  |
|  | 8.   | Sarzana           | 37 | 26 | 11 | 4 | 11 | 109 | 124 | -15 |
|  | 9.   | Forte dei Marmi   | 34 | 26 | 11 | 1 | 14 | 118 | 130 | -12 |
|  | 10.  | AFP Giovinazzo    | 31 | 26 | 10 | 1 | 15 | 117 | 156 | -39 |
|  | 11.  | Follonica         | 26 | 26 | 8  | 2 | 16 | 89  | 107 | -18 |
|  | 12.  | Pordenone 2004    | 18 | 26 | 6  | 0 | 20 | 97  | 162 | -65 |
|  | 13.  | Prato 1954        | 15 | 26 | 4  | 3 | 19 | 68  | 133 | -65 |
|  | 14.  | Roller Bassano    | 2  | 26 | 0  | 2 | 24 | 65  | 160 | -95 |

Legenda:
  Partecipa ai play-off scudetto.
  Partecipa ai play-out.
  Vincitore della Coppa Italia 2010-2011.
  Vincitore della Supercoppa italiana 2010.
      Campione d'Italia e ammessa alla CERH European League 2011-2012.
      Ammesse alla CERH European League 2011-2012.
      Ammesse alla Coppa CERS 2011-2012.
      Retrocesse in Serie A2 2011-2012.
Note:
Tre punti a vittoria, uno a pareggio, zero a sconfitta.
Il Seregno prevale sul Sarzana in virtù della migliore differenza reti.
Il Forte dei Marmi partecipa alla Coppa CERS in virtù della rinuncia del Breganze.

### Risultati
| Andata (1ª) | Andata (1ª) | Prima giornata              | Ritorno (14ª) | Ritorno (14ª) |
|             |             |                             |               |               |
| 16 ott.     | 7-3         | Marzotto Valdagno–Breganze  | 3-4           | 15 gen.       |
| 16 ott.     | 4-5         | AFP Giovinazzo–Prato        | 4-4           | 15 gen.       |
| 16 ott.     | 9-3         | Bassano 54–Forte Marmi      | 3-5           | 15 gen.       |
| 16 ott.     | 11-9        | CGC Viareggio–Molfetta      | 7-3           | 15 gen.       |
| 16 ott.     | 4-4         | Sarzana–Seregno             | 2-2           | 15 gen.       |
| 16 ott.     | 6-1         | Amatori Lodi–Roller Bassano | 4-2           | 15 gen.       |
| 16 ott.     | 8-6         | Pordenone–Follonica         | 3-5           | 15 gen.       |

| Andata (2ª) | Andata (2ª) | Seconda giornata              | Ritorno (15ª) | Ritorno (15ª) |
|             |             |                               |               |               |
| 23 ott.     | 4-3         | Breganze–Bassano 54           | 1-6           | 25 gen.       |
| 23 ott.     | 4-3         | Follonica–Sarzana             | 4-5           | 25 gen.       |
| 23 ott.     | 5-8         | Forte Marmi–Marzotto Valdagno | 4-6           | 25 gen.       |
| 23 ott.     | 6-7         | Molfetta–AFP Giovinazzo       | 2-3           | 25 gen.       |
| 23 ott.     | 0-8         | Prato–CGC Viareggio           | 2-6           | 25 gen.       |
| 23 ott.     | 2-5         | Roller Bassano–Pordenone      | 1-7           | 25 gen.       |
| 23 ott.     | 3-7         | Seregno–Amatori Lodi          | 2-6           | 25 gen.       |

| Andata (3ª) | Andata (3ª) | Terza giornata            | Ritorno (16ª) | Ritorno (16ª) |
|             |             |                           |               |               |
| 30 ott.     | 7-2         | Marzotto Valdagno–Prato   | 4-3           | 29 gen.       |
| 30 ott.     | 2-9         | AFP Giovinazzo–Breganze   | 9-7           | 29 gen.       |
| 30 ott.     | 4-2         | Bassano 54–Molfetta       | 1-5           | 29 gen.       |
| 30 ott.     | 5-3         | CGC Viareggio–Forte Marmi | 6-0           | 29 gen.       |
| 30 ott.     | 7-3         | Sarzana–Roller Bassano    | 6-4           | 29 gen.       |
| 30 ott.     | 3-2         | Seregno–Follonica         | 4-3           | 29 gen.       |
| 30 ott.     | 5-2         | Amatori Lodi–Pordenone    | 3-1           | 29 gen.       |

| Andata (4ª) | Andata (4ª) | Quarta giornata              | Ritorno (17ª) | Ritorno (17ª) |
|             |             |                              |               |               |
| 6 nov.      | 3-2         | Breganze–Amatori Lodi        | 1-5           | 5 feb.        |
| 6 nov.      | 2-6         | Prato–Bassano 54             | 0-9           | 5 feb.        |
| 6 nov.      | 3-5         | Forte Marmi–Seregno          | 2-6           | 5 feb.        |
| 6 nov.      | 7-5         | Molfetta–Sarzana             | 4-7           | 5 feb.        |
| 6 nov.      | 1-5         | Roller Bassano–CGC Viareggio | 1-7           | 5 feb.        |
| 6 nov.      | 2-8         | Pordenone–Marzotto           | 2-9           | 5 feb.        |
| 6 nov.      | 5-3         | Follonica–AFP Giovinazzo     | 1-3           | 5 feb.        |

| Andata (5ª) | Andata (5ª) | Quinta giornata               | Ritorno (18ª) | Ritorno (18ª) |
|             |             |                               |               |               |
| 13 nov.     | 7-2         | Breganze–Molfetta             | 4-2           | 12 feb.       |
| 13 nov.     | 6-3         | AFP Giovinazzo–Roller Bassano | 6-5           | 12 feb.       |
| 13 nov.     | 7-2         | Bassano 54–Pordenone          | 10-2          | 12 feb.       |
| 13 nov.     | 6-2         | CGC Viareggio–Follonica       | 5-3           | 12 feb.       |
| 13 nov.     | 4-4         | Sarzana–Prato                 | 3-1           | 12 feb.       |
| 13 nov.     | 2-4         | Seregno–MarzottoValdagno      | 2-7           | 12 feb.       |
| 13 nov.     | 5-2         | Amatori Lodi–Forte Marmi      | 6-6           | 12 feb.       |

| Andata (6ª) | Andata (6ª) | Sesta giornata               | Ritorno (19ª) | Ritorno (19ª) |
|             |             |                              |               |               |
| 16 nov.     | 9-3         | Marzotto Valdagno–Bassano 54 | 4-5           | 19 feb.       |
| 16 nov.     | 4-6         | AFP Giovinazzo–CGC Viareggio | 8-14          | 19 feb.       |
| 16 nov.     | 3-9         | Prato–Molfetta               | 2-9           | 19 feb.       |
| 16 nov.     | 5-3         | Forte Marmi–Breganze         | 2-8           | 19 feb.       |
| 16 nov.     | 2-6         | Roller Bassano–Seregno       | 3-6           | 19 feb.       |
| 16 nov.     | 3-6         | Pordenone–Sarzana            | 4-5           | 19 feb.       |
| 16 nov.     | 1-3         | Follonica–Amatori Lodi       | 1-7           | 19 feb.       |

| Andata (7ª) | Andata (7ª) | Settima giornata                | Ritorno (20ª) | Ritorno (20ª) |
|             |             |                                 |               |               |
| 27 nov.     | 5-4         | Breganze–Sarzana                | 8-4           | 26 feb.       |
| 27 nov.     | 8-5         | Bassano 54–Roller Bassano       | 5-1           | 26 feb.       |
| 27 nov.     | 6-2         | Forte dei Marmi–Pordenone       | 9-5           | 26 feb.       |
| 27 nov.     | 7-4         | Marzotto Valdagno–CGC Viareggio | 5-3           | 26 feb.       |
| 27 nov.     | 4-3         | Molfetta–Follonica              | 7-4           | 26 feb.       |
| 27 nov.     | 5-4         | Seregno–AFP Giovinazzo          | 3-5           | 26 feb.       |
| 27 nov.     | 5-4         | Amatori Lodi–Prato              | 5-3           | 26 feb.       |

| Andata (8ª) | Andata (8ª) | Ottava giornata             | Ritorno (21ª) | Ritorno (21ª) |
|             |             |                             |               |               |
| 4 dic.      | 4-6         | AFP Giovinazzo–Amatori Lodi | 1-10          | 5 mar.        |
| 4 dic.      | 0-2         | Prato–Seregno               | 0-1           | 5 mar.        |
| 4 dic.      | 3-4         | CGC Viareggio–Breganze      | 3-2           | 5 mar.        |
| 4 dic.      | 8-7         | Sarzana–Marzotto            | 3-11          | 5 mar.        |
| 4 dic.      | 1-6         | Roller Bassano–Forte Marmi  | 0-6           | 5 mar.        |
| 4 dic.      | 4-8         | Pordenone–Molfetta          | 2-3           | 5 mar.        |
| 4 dic.      | 4-6         | Follonica–Bassano 54        | 3-3           | 5 mar.        |

| Andata (9ª) | Andata (9ª) | Nona giornata              | Ritorno (22ª) | Ritorno (22ª) |
|             |             |                            |               |               |
| 7 dic.      | 10-4        | Marzotto–Roller Bassano    | 8-2           | 12 mar.       |
| 7 dic.      | 6-5         | Breganze–Follonica         | 1-4           | 12 mar.       |
| 7 dic.      | 7-2         | Prato–Pordenone            | 2-6           | 12 mar.       |
| 7 dic.      | 8-1         | Bassano 54–Sarzana         | 4-1           | 12 mar.       |
| 7 dic.      | 13-8        | Forte Marmi–AFP Giovinazzo | 3-2           | 12 mar.       |
| 7 dic.      | 3-1         | Molfetta–Seregno           | 3-4           | 12 mar.       |
| 7 dic.      | 2-7         | Amatori Lodi–CGC Viareggio | 1-4           | 12 mar.       |

| Andata (10ª) | Andata (10ª) | Decima giornata          | Ritorno (23ª) | Ritorno (23ª) |
|              |              |                          |               |               |
| 11 dic.      | 3-5          | AFP Giovinazo–Bassano 54 | 1-11          | 19 mar.       |
| 11 dic.      | 5-6          | Forte dei Marmi–Sarzana  | 5-7           | 19 mar.       |
| 11 dic.      | 1-3          | Seregno–CGC Viareggio    | 0-6           | 19 mar.       |
| 11 dic.      | 5-3          | Amatori Lodi–Marzotto    | 3-9           | 19 mar.       |
| 11 dic.      | 2-4          | Roller Bassano–Molfetta  | 4-8           | 19 mar.       |
| 11 dic.      | 5-11         | Pordenone–Breganze       | 4-7           | 19 mar.       |
| 11 dic.      | 4-0          | Follonica–Prato          | 3-1           |               |

| Andata (11ª) | Andata (11ª) | Undicesima giornata      | Ritorno (24ª) | Ritorno (24ª) |
|              |              |                          |               |               |
| 14 dic.      | 7-4          | Marzotto–AFP Giovinazzo  | 6-5           | 26 mar.       |
| 14 dic.      | 11-0         | Breganze–Prato           | 3-5           | 26 mar.       |
| 14 dic.      | 8-2          | Molfetta–Forte dei Marmi | 7-3           | 26 mar.       |
| 14 dic.      | 6-4          | CGC Viareggio–Bassano 54 | 4-2           | 26 mar.       |
| 14 dic.      | 1-5          | Sarzana–Amatori Lodi     | 2-2           | 26 mar.       |
| 14 dic.      | 4-4          | Roller Bassano–Follonica | 4-5           | 26 mar.       |
| 14 dic.      | 5-1          | Pordenone–Seregno        | 3-12          | 26 mar.       |

| Andata (12ª) | Andata (12ª) | Dodicesima giornata      | Ritorno (25ª) | Ritorno (25ª) |
|              |              |                          |               |               |
| 8 gen.       | 7-2          | Breganze–Roller Bassano  | 7-1           | 2 apr.        |
| 8 gen.       | 4-3          | AFP Giovinazzo–Pordenone | 6-10          | 2 apr.        |
| 8 gen.       | 3-5          | Prato–Forte dei Marmi    | 4-6           | 2 apr.        |
| 8 gen.       | 4-4          | Bassano 54–Seregno       | 4-3           | 2 apr.        |
| 8 gen.       | 5-3          | CGC Viareggio–Sarzana    | 4-5           | 2 apr.        |
| 8 gen.       | 3-1          | Amatori Lodi–Molfetta    | 5-6           | 2 apr.        |
| 8 gen.       | 4-5          | Follonica–Marzotto       | 2-4           | 2 apr.        |

| \| Andata (13ª) \| Andata (13ª) \| Tredicesima giornata \| Ritorno (26ª) \| Ritorno (26ª) \| \| \| \| \| \| \| \| 11 gen. \| 7-4 \| Marzotto–Molfetta \| 3-3 \| 12 apr. \| \| 11 gen. \| 8-3 \| Forte dei Marmi–Follonica \| 1-4 \| 12 apr. \| \| 11 gen. \| 3-4 \| Sarzana–AFP Giovinazzo \| 4-7 \| 12 apr. \| \| 11 gen. \| 6-6 \| Seregno–Breganze \| 2-5 \| 12 apr. \| \| 11 gen. \| 4-2 \| Amaatori Lodi–Bassano 54 \| 2-4 \| 12 apr. \| \| 11 gen. \| 4-4 \| Roller Bassano–Prato \| 3-7 \| 12 apr. \| \| 11 gen. \| 3-9 \| Pordenone–CGC Viareggio \| 2-10 \| 12 apr. \| |              |                           |               |               |
| Andata (13ª) | Andata (13ª) | Tredicesima giornata      | Ritorno (26ª) | Ritorno (26ª) |
| |              |                           |               |               |
| 11 gen. | 7-4          | Marzotto–Molfetta         | 3-3           | 12 apr.       |
| 11 gen. | 8-3          | Forte dei Marmi–Follonica | 1-4           | 12 apr.       |
| 11 gen. | 3-4          | Sarzana–AFP Giovinazzo    | 4-7           | 12 apr.       |
| 11 gen. | 6-6          | Seregno–Breganze          | 2-5           | 12 apr.       |
| 11 gen. | 4-2          | Amaatori Lodi–Bassano 54  | 2-4           | 12 apr.       |
| 11 gen. | 4-4          | Roller Bassano–Prato      | 3-7           | 12 apr.       |
| 11 gen. | 3-9          | Pordenone–CGC Viareggio   | 2-10          | 12 apr.       |

## Play-out
(11-A1) Follonica vs. (6-A2) Thiene
| Arbitri: | Fermi (Piacenza) Davoli (Modena) |

|                                           |            |                                               |
| Fona 22'05" Berto 35'27" Casarotto 48'39" | Marcatori  | Polverini 23'04" Pagnini 29'38" 34'43" 36'50" |
| Zanfi                                     | Allenatori | Polverini                                     |

| Arbitri: | Di Domenico (Modena) Cosci (Lucca) |

|                                                                            |            |                 |
| Pagnini 4'32" 6'37" Salvadori 30'05" 37'45" 41'31" 42'06" Polverini 43'07" | Marcatori  | Casarotto 7'35" |
| Polverini                                                                  | Allenatori | Zanfi           |

(12-A1) Pordenone 2004 vs. (1-A2) Trissino
| Arbitri: | Galoppi (Grosseto) Antonacci (Modena) |

|                                                                  |            |                                         |
| Bertinato 27'53" 46'55" 49'09" Campagnolo 28'47" Pasquale 29'17" | Marcatori  | Jara 11'12" Ribot 18'13" Marrone 23'51" |
| Chiarello                                                        | Allenatori | Marrone                                 |

| Arbitri: | Bonuccelli (Lucca) Antonacci (Modena) |

|                                              |            |                                        |
| Ribot 7'37" Jara 11'29" 24'38" 33'54" 36'01" | Marcatori  | Pasquale 15'47" 40'33" Volpiana 41'55" |
| Marrone                                      | Allenatori | Chiarello                              |

| Arbitri: | Galoppi (Grosseto) Rotelli (Lucca) |

|                                                                 |                      |                                                       |
| Barberi 12'37" Hernandez 18'31" Ribot 39'13" 42'38" Jara 43'02" | Marcatori            | Bertinato 24'48" 29'12" 32'42" Pasquale 30'57" 33'07" |
|                                                                 | Tiri di rigore 0 – 2 | Campagnolo Marchesini                                 |
| Marrone                                                         | Allenatori           | Chiarello                                             |

## Play-off scudetto

### Tabellone
|  | Quarti di finale | Quarti di finale | Quarti di finale  | Quarti di finale  | Quarti di finale |                   |               | Semifinali   | Semifinali | Semifinali | Semifinali | Semifinali |  |  | Finale | Finale        | Finale | Finale | Finale | Finale | Finale |
|  |                  |                  |                   |                   |                  |                   |               |              |            |            |            |            |  |  |        |               |        |        |        |        |        |
|  | 1                | CGC Viareggio    | 5                 | 10                |                  |                   |               |              |            |            |            |            |  |  |        |               |        |        |        |        |        |
|  | 8                | Sarzana          | 4                 | 2                 |                  |                   |               |              |            |            |            |            |  |  |        |               |        |        |        |        |        |
|  | 8                | Sarzana          | 4                 | 2                 |                  | 1                 | CGC Viareggio | 7            | 2          |            |            |            |  |  |        |               |        |        |        |        |        |
|  |                  |                  |                   |                   |                  | 1                 | CGC Viareggio | 7            | 2          |            |            |            |  |  |        |               |        |        |        |        |        |
|  |                  | 5                | Breganze          | 2                 | 1                |                   |               |              |            |            |            |            |  |  |        |               |        |        |        |        |        |
|  | 4                | 5                | Breganze          | 2                 | 1                | Bassano 54        | 4             | 1            | 4          |            |            |            |  |  |        |               |        |        |        |        |        |
|  | 4                |                  |                   |                   |                  | Bassano 54        | 4             | 1            | 4          |            |            |            |  |  |        |               |        |        |        |        |        |
|  | 5                | Breganze         | 3                 | 2                 | 5                |                   |               |              |            |            |            |            |  |  |        |               |        |        |        |        |        |
|  |                  |                  |                   |                   |                  |                   |               |              |            |            |            |            |  |  | 1      | CGC Viareggio | 9      | 5      | 4      |        |        |
|  |                  |                  | 2                 | Marzotto Valdagno | 4                | 1                 | 3             |              |            |            |            |            |  |  |        |               |        |        |        |        |        |
|  | 3                | Amatori Lodi     | 3(1)              | 4                 | 6                |                   |               |              |            |            |            |            |  |  |        |               |        |        |        |        |        |
|  | 6                | Molfetta         | 3(2)              | 2                 | 3                |                   |               |              |            |            |            |            |  |  |        |               |        |        |        |        |        |
|  | 6                | Molfetta         | 3(2)              | 2                 | 3                |                   | 3             | Amatori Lodi | 2          | 3          |            |            |  |  |        |               |        |        |        |        |        |
|  |                  |                  |                   |                   |                  |                   | 3             | Amatori Lodi | 2          | 3          |            |            |  |  |        |               |        |        |        |        |        |
|  |                  | 2                | Marzotto Valdagno | 4                 | 4                |                   |               |              |            |            |            |            |  |  |        |               |        |        |        |        |        |
|  | 2                | 2                | Marzotto Valdagno | 4                 | 4                | Marzotto Valdagno | 4             | 10           |            |            |            |            |  |  |        |               |        |        |        |        |        |
|  | 2                |                  |                   |                   |                  | Marzotto Valdagno | 4             | 10           |            |            |            |            |  |  |        |               |        |        |        |        |        |
|  | 7                | Seregno          | 2                 | 7                 |                  |                   |               |              |            |            |            |            |  |  |        |               |        |        |        |        |        |

### Quarti di finale
(1) CGC Viareggio vs. (8) Sarzana
| Arbitri: | Perrone (Bari) Marra (Salerno) |

|                                                         |            |                                                                                 |
| F. De Rinaldis 3'12" 44'18" Sterpini 9'33" Borsi 16'29" | Marcatori  | E. Mariotti 12'40" M. Bertolucci 14'20" 35'11" D. Motaran 36'03" Orlandi 40'15" |
| M. Cinquini                                             | Allenatori | M. Mariotti                                                                     |

| Arbitri: | Tartarelli (Bari) Strippoli (Bari) |

| |            |                               |
| M. Bertolucci 1'57" 3'17" 19'05" 42'47" 43'04" 44'52" 46'07" D. Motaran 2'21" Orlandi 2'41" A. Bertolucci 23'53" | Marcatori  | Borsi 44'26" Di Donato 47'22" |
| M. Mariotti | Allenatori | M. Cinquini                   |

(4) Bassano 54 vs. (5) Breganze
| Arbitri: | Barbarisi (Salerno) Da Prato (Lucca) |

|                                       |            |                                              |
| De Oro 31'58" 48'24" J. García 48'39" | Marcatori  | Nicolas 35'40" 58'54" Ambrosio 42'16" 47'25" |
| Vanzo                                 | Allenatori | Giudice                                      |

| Arbitri: | Fermi (Piacenza) Rotelli (Lucca) |

|                 |            |                                   |
| Ambrosio 14'16" | Marcatori  | De Oro 34'06" D. Nicoletti 46'41" |
| Giudice         | Allenatori | Vanzo                             |

| Arbitri: | Bisacco (Grosseto) Ferrari (Lucca) |

|                                                   |            |                                                                     |
| Ambrosio 3'13" 21'11" Peripolli 37'21" Zen 47'32" | Marcatori  | De Oro 7'15" 41'41" J. García 8'59" Ghirardello 24'01" Cocco 43'00" |
| Giudice                                           | Allenatori | Vanzo                                                               |

(3) Amatori Lodi vs. (6) Molfetta
| Arbitri: | Bisacco (Grosseto) Corponi (Vicenza) |

|                                   |                      |                                      |
| N. Fernández 11'39" 31'59" 39'11" | Marcatori            | Bresciani 14'40" 46'04" Festa 38'00" |
| N. Fernández (2)                  | Tiri di rigore 2 – 1 | Platero                              |
| Poli                              | Allenatori           | Belli                                |

| Arbitri: | Ferrari (Lucca) Galoppi (Grosseto) |

|                                                    |            |                                   |
| Platero 18'14" Festa 18'36" 20'58" Montigel 40'24" | Marcatori  | Cirilli 3'32" N. Fernández 11'18" |
| Belli                                              | Allenatori | Poli                              |

| Arbitri: | Eccelsi (Novara) Di Domenico (Modena) |

|                                                                           |            |                                         |
| Platero 7'07" 10'40" 48'50" Festa 30'35" Montigel 31'33" A. Romero 44'58" | Marcatori  | Spadavecchia 4'08" Baieli 42'45" 44'07" |
| Belli                                                                     | Allenatori | Poli                                    |

(2) Marzotto Valdagno vs. (7) Seregno
| Arbitri: | Eccelsi (Novara) Ferraro (Vicenza) |

|                       |            |                                                            |
| Illuzzi 23'37" 27'22" | Marcatori  | Tataranni 11'53" Rigo 17'28" Panizza 18'25" Antezza 27'01" |
| Colamaria             | Allenatori | Marozin                                                    |

| Arbitri: | Andrisani (Matera) Fronte (Novara) |

|                                                                                                   |            |                                                                                     |
| Nicolía 2'08" 5'18" Rigo 3'30" Tataranni 16'26" 21'02" 47'36" Antezza 16'29" 22'22" 30'13" 42'19" | Marcatori  | Marchini 2'20" 38'13" Illuzzi 18'25" 35'39" 36'30" Squeo 19'34" Mastropierro 48'22" |
| Marozin                                                                                           | Allenatori | Colamaria                                                                           |

### Semifinali
(1) CGC Viareggio vs. (5) Breganze
| Arbitri: | Eccelsi (Novara) Galoppi (Grosseto) |

|                     |            |                                                                                      |
| Cocco 46'33" 46'50" | Marcatori  | M. Bertolucci 12'39" 29'26" 41'08" 48'13" Orlandi 14'23" A. Bertolucci 37'54" 46'21" |
| Vanzo               | Allenatori | M. Mariotti                                                                          |

| Arbitri: | Bisacco (Grosseto) Fronte (Novara) |

|                      |            |                     |
| Orlandi 7'24" 37'00" | Marcatori  | D. Nicoletti 23'33" |
| M. Mariotti          | Allenatori | Vanzo               |

(2) Marzotto Valdagno vs. (3) Amatori Lodi
| Arbitri: | Barbarisi (Salerno) Da Prato (Lucca) |

|                              |            |                                                                    |
| Festa 9'39" Bresciani 19'37" | Marcatori  | Tataranni 4'56" Bresciani 16'31" (aut.) Rigo 29'40" Nicolía 37'07" |
| Belli                        | Allenatori | Marozin                                                            |

| Arbitri: | Fermi (Piacenza) Perrone (Bari) |

|                                                  |            |                                             |
| Rigo 4'08" Tataranni 9'41" Nicolía 12'55" 15'54" | Marcatori  | Montigel 10'03" Platero 18'15" Festa 49'33" |
| Marozin                                          | Allenatori | Belli                                       |

### Finale
(1) CGC Viareggio vs. (2) Marzotto Valdagno
| Arbitri: | Tartarelli (Bari) Galoppi (Grosseto) |

|                                                |            | |
| Antezza 8'22" Nicolía 9'19" 35'13" Rigo 34'26" | Marcatori  | M. Bertolucci 2'46" 3'35" 48'44" D. Motaran 20'38" 31'16" 42'38" A. Bertolucci 38'01" 46'25" Orlandi 49'59" |
| Marozin                                        | Allenatori | M. Mariotti                                                                                                 |

| Arbitri: | Perrone (Bari) Eccelsi (Novara) |

|                                                                     |            |               |
| A. Bertolucci 17'42" 21'32" 46'40" D. Motaran 41'25" Orlandi 42'41" | Marcatori  | Antezza 6'48" |
| M. Mariotti                                                         | Allenatori | Marozin       |

| Arbitri: | Fermi (Piacenza) Barbarisi (Salerno) |

|                                                              |            |                                      |
| Orlandi 6'59" 24'59" E. Mariotti 15'48" M. Bertolucci 38'38" | Marcatori  | Nicolía 10'06" 45'35" Antezza 16'48" |
| M. Mariotti                                                  | Allenatori | Marozin                              |

## Verdetti
| Verdetto                    | Club                                         |
| --------------------------- | -------------------------------------------- |
| Campione d'Italia 2010-2011 | CGC Viareggio (1º titolo)                    |
| Eurolega 2011-2012          | CGC Viareggio Marzotto Valdagno Amatori Lodi |
| Coppa CERS 2011-2012        | Bassano 54 Breganze Molfetta Seregno Sarzana |
| Retrocesse in Serie A2      | Pordenone 2004 Prato 1954 Roller Bassano     |

### Squadra campione
| Formazione titolare                                     | Giocatori                    |
| ------------------------------------------------------- | ---------------------------- |
| Barozzi M. Bertolucci A. Bertolucci E. Mariotti Orlandi | Alessio Carmazzi             |
| Barozzi M. Bertolucci A. Bertolucci E. Mariotti Orlandi | Davide Motaran               |
| Barozzi M. Bertolucci A. Bertolucci E. Mariotti Orlandi | Nicola Palagi                |
| Barozzi M. Bertolucci A. Bertolucci E. Mariotti Orlandi | Massimo Mariotti             |
| Barozzi M. Bertolucci A. Bertolucci E. Mariotti Orlandi | Emiliano Brunelli            |
| Barozzi M. Bertolucci A. Bertolucci E. Mariotti Orlandi | Alberto Orlandi              |
| Barozzi M. Bertolucci A. Bertolucci E. Mariotti Orlandi | Alessandro Bertolucci        |
| Barozzi M. Bertolucci A. Bertolucci E. Mariotti Orlandi | Leonardo Barozzi             |
| Barozzi M. Bertolucci A. Bertolucci E. Mariotti Orlandi | Enrico Mariotti              |
| Barozzi M. Bertolucci A. Bertolucci E. Mariotti Orlandi | Mirko Bertolucci             |
| Barozzi M. Bertolucci A. Bertolucci E. Mariotti Orlandi | Allenatore: Massimo Mariotti |

## Statistiche del torneo

### Record squadre
- Maggior numero di vittorie: CGC Viareggio (22)
- Minor numero di vittorie: Roller Bassano (0)
- Maggior numero di pareggi: Sarzana e  Seregno (4)
- Minor numero di pareggi: CGC Viareggio e Pordenone 2004 (0)
- Maggior numero di sconfitte: Roller Bassano (24)
- Minor numero di sconfitte: CGC Viareggio e Marzotto Valdagno (4)
- Miglior attacco: Marzotto Valdagno (168 reti realizzate)
- Peggior attacco: Roller Bassano (65 reti realizzate)
- Miglior difesa: Amatori Lodi (76 reti subite)
- Peggior difesa: Pordenone 2004 (162 reti subite)
- Miglior differenza reti: CGC Viareggio (+80)
- Peggior differenza reti: Roller Bassano (-95)